# 97. pješačka pukovnija
97. pješačka pukovnija "Barun von Waldstätten" (k.u.k. Infanterieregiment Freiherr von Waldstätten Nr.97) bila je postrojba u sastavu pukovnija Austro-ugarske vojske. Stožer pukovnije bio je od u Trstu. U Prvom svjetskom ratu postrojba se borila na Srbijanskom Bojištu te na Talijanskom bojištu.

## Povijest
Osnovana je 1. siječnja 1883. od dijelova pješačkih pukovnija 17., 22. i 79. pukovnije. Do 1892. godine njen počasni pokrovitelj, koji je pukovniji dao ime, bio je srpski kralj Milan I., a zatim general pješaštva, barun Georg von Waldstätten. Pukovnija je svoje ljudstvo crpila iz dijela Istre, Trsta, Gorice, Tolmina i Postojne. 
Nacionalna struktura jedinica bila je mješovita, sa Slovencima (45 %), Hrvatima (27 %), Talijanima (20 %) i ostalima (13 %). Sjedište zapovjedništva pukovnije prije rata bilo je u Bjelovaru zajedno sa zapovjedništvima i postrojbama 1. i 2. bojne. Zapovjedništvo je bilo u Trstu, a ljudstvo 3. bataljuna i 4. bojne bilo je u Karlovcu. Boja puka bila je ružičasto-crvena.
Sva četiri bataljuna Pukovnije u kolovozu 1914. otišla su na ruska bojišta u Galiciji, gdje su Rusi u borbama 26. i 27. kolovoza potpuno uništili njih i ostale austrougarske jedinice. Nakon povlačenja cijele austrougarske vojske, ostaci pukovnije okupili su se i pregrupirali u Lavovu. Pukovnija je provela zimu na ruskoj fronti i borila se na rijeci Dnjestar u srpnju 1915., pokušavajući prijeći rijeku sredinom mjeseca. 
U jesen je još bila na ruskoj bojišnici, ali su njezine postrojbe bile raspoređene po raznim austrougarskim formacijama, početkom 1916. pukovnija je uključena u 215. pješačku brigadu 30. pješačke divizije u armijsku pričuvu. Zbog svog nacionalnog sastava 97. pješačka pukovnija nije se borila na talijanskom bojištu s iznimkom svoje 10. ročne bojne sastavljene od Istrijana, koja je u svibnju 1915. poslana na sošku frontu. Takvu je hrabrost pokazala u borbama na Krasu, da je dobila počasni naziv "Soška bojna". Ova će bojna u ljeto 1918. uči u sastav nove 122. pješačke pukovnije, zajedno sa dvije bojne iz 22. pješačke pukovnije. 
Ostatak pukovnije proveo je 1916. na ruskoj bojišnici i borila se s ruskim vojnicima u raznim austrougarskim postrojbama. U siječnju se borila kod Barancze-Toporoutzua, krajem svibnja kod Juroutza i početkom lipnja u protunapadu austrougarskih snaga kod Dobronoutza na Dnjestru. 

U kolovozu 1917. pukovnija se borila kod Tereszenya kod Sereta u Bukovini, a 1918. bila je uključena u 2. konjičku diviziju Istočne armije. Također je proveo neko vrijeme u Ukrajini. Nakon raspuštanja austrougarske vojske preimenovana je u 1. slovensku pukovniju Nanos. U prosincu 1918. od svoje jezgre u Mariboru formirana je Tršćanska pukovnija.
- Ratna zastava pukovnije
- Ratna zastava poleđina
- Svečana odora satnika 97. pukovnije
- Svečana odora bojnika 97. pukovnije

## Poveznice
- INFANTERIEREGIMENTER der ö.u. Armee im Mai 1914
- Isonzofront.com - Austro-Hungarian Regiments[neaktivna poveznica